# Namie amuro BEST tour “Live Style 2006”
『namie amuro BEST tour "Live Style 2006"』（ナミエ・アムロ・ベスト・ツアー・ライブ・スタイル・トゥーサウザンドシックス）は、日本の女性歌手・安室奈美恵の7枚目のライブ・ビデオである。DVDは2007年2月21日発売。Blu-ray Discは2010年12月15日発売。発売元はavex trax。撮影現場は沖縄コンベンションセンター 展示棟で行った。

## 解説
デビュー15周年を迎え、安室奈美恵史上最大の動員を記録した全国ツアー『namie amuro BEST tour "Live Style 2006"』東京公演の模様を完全収録。
特典映像として沖縄でのインタビューと舞台裏の映像を収録。
本作発売の発表当初は、ツアー最終日となった2006年11月23日に沖縄公演のみで披露された「GO! GO! 〜夢の速さで〜」、「CAN YOU CELEBRATE?」、「NEVER END」も収録予定と発表されていたが、結局未収録となった。この3曲は2007年2月21日から同年3月20日までの期間限定でYahoo!動画（現・GYAO!ストア）で配信された。
沖縄公演としては「GO! GO! 〜夢の速さで〜」は10年ぶり、「CAN YOU CELEBRATE?」は初めての披露となった。「NEVER END」は2006年11月5日に開催された大阪公演で披露されたが、沖縄公演ではアンコール終了後、ステージから離れられない思いからサプライズとして急遽披露されることになり、途中歓喜余って号泣する場面もあり会場が大合唱となった。また、今回の沖縄でのコンサートが初の単独凱旋公演となった。
本作には収録されていないが、一部の会場で「You're my sunshine」が披露されている。東京公演ではフジテレビのお笑いバラエティ番組「ワンナイR&R」で当時人気だったゴリエとパワフルエンジェルがゲスト出演している。

## 収録曲
1. Violet Sauce
2. HANDLE ME
3. Without me
4. Fish
5. a walk in the park
6. Say the word
7. Put 'Em Up
8. ALARM
9. no more tears
10. STROBE
11. exist for you
12. Four Seasons
13. 人魚
14. lovin' it
15. Drive
16. GIRL TALK
17. CAN'T SLEEP, CAN'T EAT, I'M SICK
18. Introducing the Band
19. Do or Die
20. "Uh Uh,,,,,,"
21. How to be a Girl
22. WANT ME, WANT ME
23. shine more
24. the SPEED STAR
25. Body Feels EXIT
26. Chase the Chance
27. CAN'T SLEEP, CAN'T EAT, I'M SICK -REMIX- & Introducing the Dancers

BONUS FEATURES
1. Interview in OKINAWA and more!

## 参加ミュージシャン
- 安室奈美恵：Vocal

バンドメンバー
- 木村建：Guitar
- 加藤伸也：Keyboards
- 佐野健二：Bass
- 倉内充：Drums
- 村上彰久：Manipulator
- 北原泰雄：Manipulator